# Delfinek wysmukły
Delfinek wysmukły, delfin tropikalny (Stenella attenuata) – gatunek ssaka z rodziny delfinowatych (Delphinidae).

## Charakterystyka
Zamieszkuje ciepłe wody wszystkich oceanów. Posiada długi, cienki dziób, czarne szczęki i brzuch oraz białe gardło. W chwili narodzin delfiny te mierzą 80–90 cm, natomiast dorosłe okazy osiągają 2,5 m długości i ważą 120 kg. Żyją około 40 lat. Całkowita populacja wynosi ponad trzy miliony okazów (drugi najbardziej rozpowszechniony gatunek walenia na świecie po delfinie butlonosym. Odkrył go w 1846 r. John Edward Gray.

## Podgatunki
Wyróżniono dwa podgatunki S. attenuata:
- S. attenuata attenuata – delfinek wysmukły
- S. attenuata graffmani – delfinek szelfowy